# Beobuild
Beobuild je internet portal specijalizovan za vesti iz oblasti investicija i građevinskih projekata u Beogradu. Beobuild objavljuje vesti o aktuelnim projektima, bazu projekata, tržišne analize, foto i video izveštaje sa terena i rukovodi internet forumom namenjenom diskusiji o projektima.

## Spoljašnje veze
- FB stranica portala